# Maria Puglisi
Maria Puglisi (Siracusa, 29 luglio 1972) è un'ex cestista italiana.
Guardia di 175 cm,  ha giocato in Serie A1 con Priolo Gargallo.

## Carriera
È un prodotto delle giovanili di Priolo, con cui esordisce positivamente anche nella vittoriosa Coppa dei Campioni 1989-1990.
Nel 1995-1996 è nella rosa della Rescifina Messina, poi scende in Serie A2 con la Cestistica Ragusa, con cui torna a giocare nel 1998-1999.

## Statistiche
Statistiche aggiornate al 30 giugno 1988
| Stagione        | Squadra                | Campionato      | Campionato | Campionato | Coppe continentali | Coppe continentali | Coppe continentali | Totale | Totale |
| Stagione        | Squadra                | Comp            | Pres       | Punti      | Comp               | Pres               | Punti              | Pres   | Punti  |
| --------------- | ---------------------- | --------------- | ---------- | ---------- | ------------------ | ------------------ | ------------------ | ------ | ------ |
| 1987-1988       | Trogylos Priolo        | A1              | 1          | 0          | CR                 | 0                  | 0                  | 1      | 0      |
| 1988-1989       | Trogylos Priolo        | A1              | 13         | 0          | CR                 | 1                  | 0                  | 14     | 0      |
| 1989-1990       | Trogylos Priolo        | A1              | 1          | 0          | CC                 | 3                  | 22                 | 4      | 22     |
| 1990-1991       | Teate Chieti           | -               |            |            | -                  | -                  | -                  |        |        |
| 1991-1992       | Rescifina Messina      | B               |            |            | -                  | -                  | -                  |        |        |
| 1992-1993       | Rescifina Messina      | B               |            |            | -                  | -                  | -                  |        |        |
| 1993-1994       | Rescifina Messina      | A2              |            |            | -                  | -                  | -                  |        |        |
| 1994-1995       | Rescifina Messina      | A1/B            |            |            | -                  | -                  | -                  |        |        |
| 1995-1996       | Rescifina Messina      | A2/E            |            |            | -                  | -                  | -                  |        |        |
| 1995-1996       | Cestistica Ragusa      | A2              |            |            | -                  | -                  | -                  |        |        |
| 1996-1997       | Libertas Termini       | A2/E            |            |            | -                  | -                  | -                  |        |        |
| 1997-1998       | Cestistica Ragusa      | A2              |            |            | -                  | -                  | -                  |        |        |
| 1998-1999       | Cestistica Ragusa      | A2              |            |            | -                  | -                  | -                  |        |        |
| 1999-2000       | Pallacanestro Valdarno | A2              |            |            | -                  | -                  | -                  |        |        |
| 2000-2001       | Eismann Caserta        | A2              |            |            | -                  | -                  | -                  |        |        |
| Totale carriera | Totale carriera        | Totale carriera | 15         | 0          |                    | 4                  | 22                 | 19     | 22     |

## Palmarès
- Campionato italiano: 1
Trogylos Priolo: 1988-89
- Coppa dei Campioni: 1
Trogylos Priolo: 1989-90
- Campionato italiano di Serie A2 d'Eccellenza: 1
Rescifina Messina: 1995-1996